# بوبي هوفيلد
روبرت مايكل هوفيلد (من مواليد 3 ديسمبر 1936) هو رياضي إنجليزي محترف سابق لعب كرة القدم الأمريكية.